# دوين طوماس (لاعب كرة قدم أمريكية)
دوين طوماس (بالإنجليزية: Duane Thomas)‏ هو لاعب كرة قدم أمريكية أمريكي، ولد في 21 يونيو 1947 في دالاس في الولايات المتحدة.

## وصلات خارجية
- دوين طوماس على موقع مرجع كرة القدم المحترفة.كوم (الإنجليزية)